# Ломновський Петро Миколайович
Петро Миколайович Ломновський (24 листопада 1871 — 2 березня 1956,) — російський воєначальник, генерал-лейтенант Генштабу Російської імператорської армії, учасник Української революції в складі білогвардійського руху.

## Навчання
Петро Ломновський закінчив Тифліський кадетський корпус, Перше військове Павлівське училище (1891) та Миколаївську військову академію (1898), з якої був відправлений до Волинського лейб-гвардії полку.
о

## Початок служби
13 травня 1899 року Петро Ломновський був призначений помічником старшого ад'ютанта штабу Закаспійської області, а 7 серпня 1899 року штабу 2-го Туркестанського армійського корпусу. З 22 вересня 1901 року він уже старший ад'ютант штабу Приамурського військового округу, з 25 грудня 1903 року штаб-офіцер при управлінні 8-ї Східно-Сибірської стрілецької бригади, а з 24 лютого 1904 року начальник штабу 8-ї Східно-Сибірської стрілецької дивізії.

## Участь у війнах
На початку російсько-японської війни Петро Ломновський був призначений на посаду старшого ад'ютанта управління генерал-квартирмейстера 1-ї Маньчжурської армії. З 5 серпня 1905 року він став штаб-офіцером для діловодства та доручень управління генерал-квартирмейстера головнокомандувача на Далекому Сході. За успіхи на війні нагороджений Золотою зброєю.
27 березня 1906 року Петро Ломновський отримує посаду начальник штабу 6-ї Східно-Сибірської стрілецької дивізії, 2 листопада 1908 року командира 24-го Сибірського стрілецького полку, а 21 серпня 1912 року окружного генерал-квартирмейстера при штабі Київського ВО.
З початком Першої світової війни Петра Ломновського призначають виконувачем обов'язків начальника штабу 8-ї армії генерала Олексія Брусилова, у якого він був найближчим помічником під час проведення військових операцій в Галичині. У вересні 1914 року нагороджений орденом Святого Георгія 4-го ст.). 17 липня 1915 року Петро Ломновський став командувати 15-ю піхотною дивізією, а 7 квітня 1917 року 8-м армійським корпусом. З ним Ломновский брав участь у наступі на Марешт. У складі 4-ї армії діяв разом з 2-ю румунською армією. А 24 липня цього ж року разом з 8-м армійським корпусом під час наступу завдав серйозної поразки німцям і наступного дня він продовжився, але його згорнув Олександр Керенський. У липні 1917 року успішно діяв у боях на Ойтузе. 12 липня 1917 року став командувати 10-ю армією (Західний фронт), але через те, що це призначення відбулося лише за декілька днів до наступу, в якому 10-й армії відводилася головна роль, Петро Ломновський не встиг її ретельно підготувати. 2-й Кавказький армійський корпус відмовився йти в наступ. До складу армії увійшли наступні армійські корпуси: 3-й, 20-й, 38-й, 1-й Сибірський, в резерв фронту стягнуті 10-й і 50-й. 22 липня Ломновский розгорнув наступ армії, який виявився невдалим, втрати склали 6000-7000 убитих, евакуювалися в тил 30 000. 9 вересня 1917 року Петро Ломновський був відсторонений від командування 10-ю армією, переведений в резерв чинів при штабі Київського військового округу.
Після приходу до влади більшовиків переїхав на Дон, де попросився у Добровольчу армію. На початку 1918 року був призначений її представником при гетьманові України Павлу Скоропадському.
У 1919 році емігрував до Софії (Болгарія), потім переїхав до Ніцци (Франція), де помер 2 березня 1956 року. Похований на кладовищі Кокад.

## Нагороди
Ордени: Св. Станіслава 3-го ст. (1899); Св. Анни 3-го ст. (1902); Св. Станіслава 2-го ст. з мечами (1905); Св. Володимира 4-й ст. з мечами і бантом (1905); Св. Анни 2-го ст. з мечами (1907); Св. Володимира 3-го ст. (1908; 22.02.1909); Св. Станіслава 1-го ст. (06.12.1913); Св. Георгія 4-го ст. (ВП 27.09.1914); Св. Анни 1-го ст. (ВП 01.1915); Св. Володимира 2-го ст. (ВП 19.02.1915).Золота зброя (ВП 18.06.1906); 